# Eduard Van Ende
Josephus Eduardus Van Ende dit Eduard Van Ende (parfois orthographié Edward Van Ende), né le 19 décembre 1926 à Heusden-Zolder (Limbourg) et mort le 9 février 2008 à Hasselt (Limbourg), est un coureur cycliste belge. Il évolue au niveau professionnel de 1950 à 1954.

## Palmarès
- 1948
  - 3e du championnat de Belgique militaires sur route
- 1949
  - Saarland Rundfahrt
  - 2e du Tour de Belgique indépendants
  - 3e du Tour de Belgique amateurs
- 1950
  - 3e du Grand Prix de Wallonie
  - 3e de Liège-Courcelles
  - 3e de Berg-Housse-Berg
  - 7e du Tour de Suisse
  - 9e de la Flèche wallonne

## Résultats sur les grands tours

### Tour de France
3 participations
- 1950 : éliminé (20e étape)
- 1951 : 14e
- 1952 : 14e

### Tour d'Italie
1 participation
- 1952 : 55e